# Theraps microphthalmus
Theraps microphthalmus és una espècie de peix pertanyent a la família dels cíclids i a l'ordre dels perciformes.

## Descripció i reproducció
Fa 25 cm de llargària màxima. Els ous són ovalats.

## Hàbitat i distribució geogràfica
És un peix d'aigua dolça, bentopelàgic i de clima tropical (26 °C-28 °C), el qual viu a l'Amèrica Central: la conca del riu Motagua al vessant atlàntic de Guatemala i Hondures.

## Observacions
És inofensiu per als humans i el seu índex de vulnerabilitat és baix (21 de 100).